# Cándido López
Cándido López (29. august 1840 i Buenos Aires i Argentina – 31. december 1902) var en argentinsk maler og soldat. Han er mest berømt for sine detaljerede malerier og tegninger af slagene under tripelalliancekrigen, en krig han selv deltog i og som kostede ham hans højre arm. Han lærte sig derfor at male med sin venstre hånd.
Han var allerede en anset kunstner i 17-års alderen. Hans malerier af diverse slag viser hans hang for detaljer og mange af hans værker kan ses på det nationale kunstmuseum i Buenos Aires. Han er begravet på La Recoleta – kirkegården i Buenos Aires.
Cándido López indledte sin kunstneriske karriere som en daguerreotypifotograf i 1858. Han begyndte at tage billeder af sin fødeby og begav sig snart ud til småbyerne omkring Buenos Aires samt syd for Santa Fe-provinsen for at tage en mængde fotografier i perioden 1859 til 1863. Disse daguerretypi-billeder krævede både kompositionsforberedelse og planlægning før motiverne kunne foreviges, en kunst som gav ham et øje for detaljer, som han tog med sig videre i sine malerier.